# Mycterus marmoratus
Mycterus marmoratus es una especie de coleóptero de la familia Mycteridae.

## Distribución geográfica
Habita en Florida (Estados Unidos).